# 163693 Atira
163693 Atira è un asteroide Aten del sistema solare. Più specificatamente, è un asteroide Atira (o Apohele), perché la sua orbita giace interamente all'interno di quella terrestre. Si tratta del primo asteroide di tale gruppo ad essere stato numerato e il suo nome è anche utilizzato per designarlo. È stato scoperto l'11 febbraio 2003 nell'ambito del progetto LINEAR e nominato dalla dea pawnee Atira.
Atira è un asteroide binario. Ha un diametro di circa 5 km; conseguentemente, è anche uno dei maggiori asteroidi near-Earth noti. Il suo satellite, scoperto il 20 gennaio 2017, è un oggetto di circa 1 km di diametro, che ruota attorno ad Atira in circa 15,5 ore.

## Storia osservativa

### Scoperta
Atira è stato scoperto l'11 febbraio 2003 come un oggetto con magnitudine 17,2, nell'ambito del progetto LINEAR, un programma di ricerca del Lincoln Laboratory del MIT, in collaborazione con l'USAF e la NASA, per l'individuazione sistematica dei NEO (near-Earth object) tramite il telescopio GEODSS di un metro di apertura situato a Socorro, nel Nuovo Messico. In tale occasione ricevette la designazione provvisoria 2003 CP20.
Poiché l'asteroide si rivelò subito interessante, essendo il secondo oggetto individuato, dopo 1998 DK36 andato nel frattempo perduto, con un'orbita interamente compresa entro quella della Terra, i suoi scopritori, cui spettava il privilegio di suggerire, proposero di adottare il nome della dea pawnee Atira (madre), dea della Terra e della stella della sera. Il nome è stato ufficializzato dal Minor Planet Center il 22 gennaio 2008.

### Osservazioni successive
Nei giorni subito seguenti alla sua scoperta e fino al 2 maggio 2003, l'asteroide fu oggetto di molteplici osservazioni, volte principalmente a rilevarne la posizione per la determinazione della sua orbita. Negli anni seguenti, la posizione dell'asteroide è stata registrata con regolarità nei periodi di maggiore visibilità.
Nel gennaio del 2017 si è verificato un avvicinamento dell'asteroide alla Terra. Il 18 del mese, Atira si è trovato a 0,20736 au (31 020 614 km) dal nostro pianeta. L'occasione è stata colta per svolgere osservazioni radar con il Radiotelescopio di Arecibo il 20 e il 23 gennaio. È stato così scoperto che Atira è un asteroide binario, sono state valutate le dimensioni di entrambi i componenti e determinate le caratteristiche dell'orbita del satellite.

## Parametri orbitali e rotazione
Atira orbita a una distanza media dal Sole di 110,8 milioni di km, pari a circa 0,741 au, e completa una rivoluzione in 233 giorni, corrispondenti a 7 mesi e 23 giorni. L'orbita è inclinata di 25,6° rispetto al piano dell'eclittica, con un'eccentricità pari a 0,322. La distanza tra l'asteroide e il Sole varia di circa 71,5 milioni di chilometri tra i due apsidi: il perielio, punto dell'orbita in cui si verifica il massimo avvicinamento al Sole, è a 0,502 au dalla stella, mentre l'afelio, punto dell'orbita in cui si verifica il massimo allontanamento dal Sole, è a 0,980 au. L'orbita di Atira interseca dunque quella di Venere (qualificandolo come asteroide citerosecante), ma non si avvicina mai al Sole quanto Mercurio. Inoltre, il suo afelio è interno al perielio dell'orbita terrestre.
Per tali caratteristiche orbitali, nel gruppo degli asteroidi Aten (caratterizzati da un'orbita con semiasse maggiore inferiore ad un'unità astronomica), Atira è stato indicato come il prototipo di un sottogruppo di oggetti caratterizzati da un'orbita interamente compresa all'interno di quella terrestre.
La minima distanza tra l'orbita di Atira e quella della Terra (Minimum Orbit Intersection Distance, MOID) è pari a 0,20682 au (30 939 832 km), ovvero 80,5 volte la distanza che separa la Terra dalla Luna. Valori assai inferiori sono stati calcolati per le distanze minime tra l'orbita di Atira e quelle di Mercurio e Venere. La MOID da Mercurio è pari a 0,12056 au (18 035 519 km), mentre quella da Venere è 0,02404 au (3 596 333 km), corrispondente a 9,4 volte la distanza lunare. Atira raggiunge una distanza inferiore alle 0,5 unità astronomiche della Terra circa 55 volte in un secolo, ma gli incontri più stretti avvengono con Venere, col quale ha avuto 11 incontri a meno di 0,1 au tra il 1904 e il 2019 e ne avrà 7 nei cento anni seguenti.

Sequenza ripresa dal radiotelescopio di Arecibo il 20 gennaio 2017

Il periodo di rotazione è stato stimato in 3,398 ore.

## Caratteristiche fisiche
Il suo diametro, pari a 4,8±0,5 km, lo rende uno dei principali asteroide near-Earth.
Osservazioni spettroscopiche hanno condotto a includere Atira nella classe spettrale degli asteroidi di tipo S. Atira sarebbe composto quindi principalmente di silicati.

## Satellite
Attorno ad Atira orbita un satellite di 1,0±0,3 km di diametro, scoperto il 20 gennaio 2017. La sua orbita non è stata ancora determinata con esattezza, ma il suo semiasse maggiore è stato stimato in 6 km e il suo periodo in 15,5 ore.